# Robert Gifford
Pour les articles homonymes, voir Gifford.
Robert Gifford est psychologue et professeur de psychologie et d'études environnementales à l'université de Victoria en Colombie-Britannique au Canada. Ses recherches concernent  la psychologie environnementale, la psychologie sociale et la psychologie de la personnalité. 

## Biographie
Il est étudiant à l'université de Californie à Davis

## Activités scientifiques et éditoriales
Il a notamment travaillé sur le comportement non verbal et les barrières comportementales du changement de climat,. Il est l'auteur de cinq éditions de Environmental Psychology: Principles and Practice, qui a également été traduit en japonais, et édité Research Method for Environmental Psyhcology publié en 2016.
De 2004 à 2016, Robert Gifford est rédacteur en chef du Journal of Environmental Psychology (en). Il a également siégé aux comités de rédaction de Architectural Science Review et de Applied Psychology (en). De plus, il a été président des divisions environnementales de l'Association américaine de psychologie, de l'Association internationale de psychologie appliquée (en) et de la Société canadienne de psychologie (en).

## Publications
- (en) Rober Gifford, Research Methods for Environmental Psychologie, New York, Wiley, 2016, 438 p. (ISBN 978-1-118-79533-0, lire en ligne).
- (en) Robert Gifford, Environmental Psychology : Principles and Practices, Colville (Washington), Optimal Books, 2014, 599 p. (ISBN 978-0-9937719-0-3).
- (en) Robert Gifford, Applied Psychology : Variety and Opportunity, Boston, Allyn and Bacon, 1991, 384 p. (ISBN 0-205-12664-2).

## Prix et distinctions
- Membre de la Association internationale de psychologie appliquée (en) et de la Société canadienne de psychologie (en)
- Membre de l'Association américaine de psychologie
- Membre de l'Association for Psychological Science[7]
- Prix de carrière de la Environmental Design Research Association (en)[8]
- Prix Newman-Proshansky, division 34 de l'Association américaine de psychologie[9]
- Prix pour contributions distinguées à l'avancement international de la psychologie de la Société canadienne de psychologie[10]